# Himno de la Inmortalidad
El Himno de la Inmortalidad, conocido como Himno Inmortal, es un poema del escritor romancista español José de Espronceda, considerado el poeta más representativo del primer Romanticismo en España. Este famoso poema, el suyo más famoso, esta entre los 100 mejores poemas de la lengua castellana, en el libro de Las Cien Mejores Poesías (Líricas) de la Lengua Castellana, escogidas por el escritor español Marcelino Menéndez Pelayo, en su libro del 1908. Precisamente esta en el puesto 76.º entre los 100 mejores poemas. Es literalmente un himno, que habla sobre las impresionantes cosas que hace el Señor Dios.